# Ratusz we Włocławku

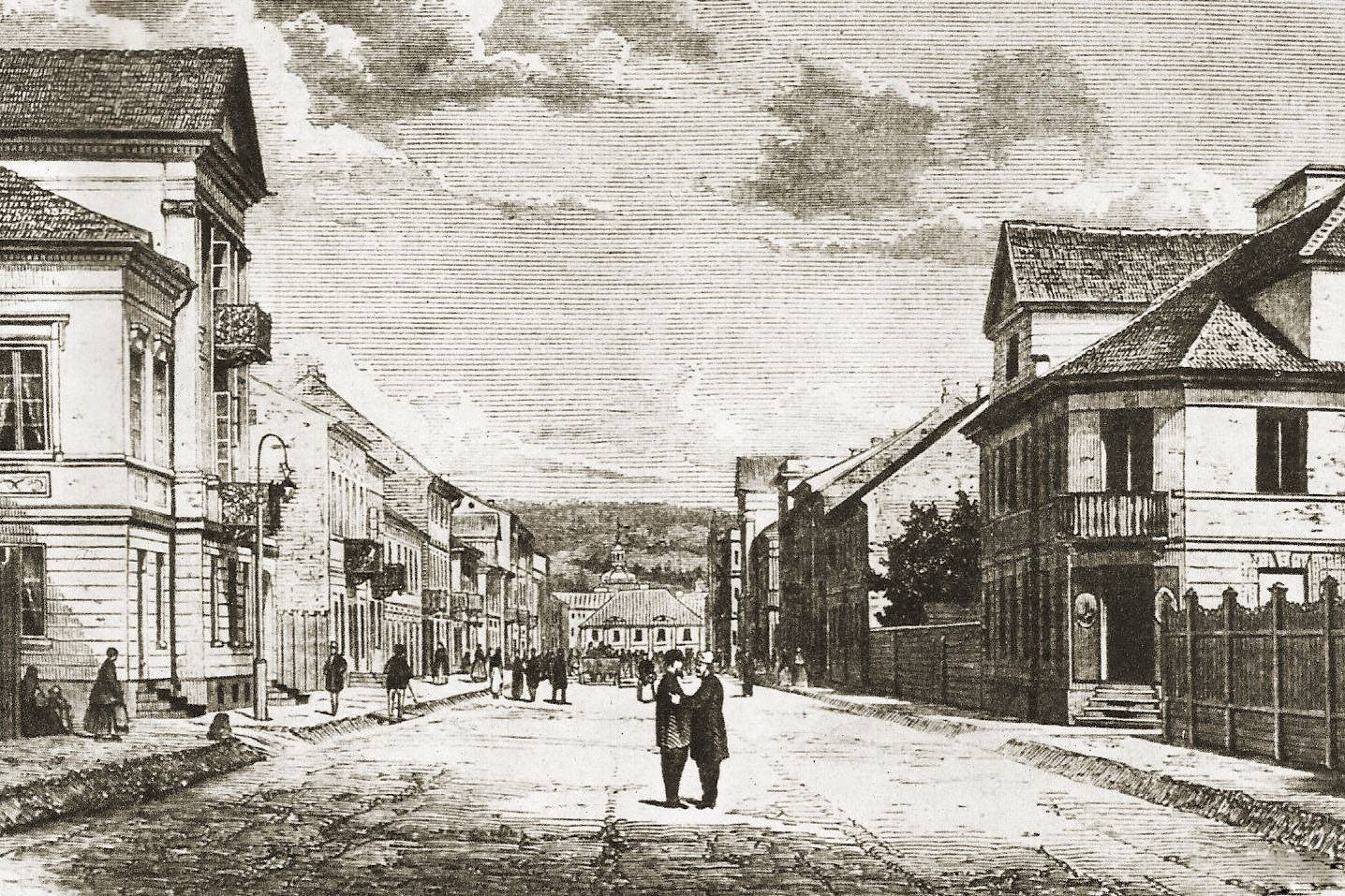
Ulica 3 Maja we Włocławku na drzeworycie Adolfa Kozarskiego z 1868 roku. W głębi widać ratusz na Starym Rynku

Ratusz we Włocławku – nieistniejąca już siedziba magistratu miasta Włocławek.

## Historia
Ratusz we Włocławku powstał pod koniec XVIII wieku na Starym Rynku. Wcześniej w jego miejscu istniał starszy, prawdopodobnie średniowieczny budynek. Ów ratusz został zburzony z powodu złej kondycji tuż po tym, jak w wyniku II rozbioru Polski miasto dostało się pod zabór pruski.
Nowy ratusz był jednopiętrowym, murowanym budynkiem, ze schodami prowadzącymi do głównego wejścia i ozdobiony pilastrami. Posiadał też drugie wejście. Był niewielkich rozmiarów, ok. 26 x 14 metrów. W ratuszu mieściła się kancelaria (na parterze) a także areszt miejski. Wokół ratusza ustanowiono dwie drewniane studnie, z których handlujący na Starym Rynku mogli czerpać wodę. Studnie czerpały wodę z wodociągu przy ul. Łęgskiej.
Na początku XIX wieku ratusz wymagał już pierwszej naprawy z powodu swojego złego stanu. W 1819 roku władze miasta przeniosły archiwum do sali Kolegium wydzierżawionej od Kapituły, ponieważ uznały, że ratusz grozi zawaleniem. Wciąż jednak mieściły się tam biura.
Protokół nadzorczy wydany przez magistrat miasta 15 stycznia 1851 roku sugerował potrzebę pilnego przeniesienia biur z magistratu. Wówczas do tego nie doszło. W 1855 roku przeprowadzono remont budynku, którego koszt wyniósł ok. 500 rubli. 
Ostatecznie magistrat miasta opuściła ratusz w 1871 roku. Zostały wówczas przeniesione do wynajmowanych mieszkań w domach przy ul. 3 Maja 22.
W 1872 ratusz został rozebrany. Kamienie po nim posłużyły przy budowie kamienic przy ul. Wiślanej 5 i Piekarskiej 18. Wraz z ratuszem rozebrano także stojące przy nim studnie. Zamiast nich wbudowano żelazną studnię na środku Starego Rynku, a w jej pobliżu urządzono basen do czerpania wody. Basen ten także usunięto po kilku latach, zaś studnię przemieniono na studnię artezyjską.

## Późniejsze siedziby magistratu
Po opuszczenia ratusza na Starym Rynku w 1871 roku, biura magistratu przeniesiono do wynajmowanych mieszkań przy ul. 3 Maja, na rogu z ulicą Cyganką. W oficynie kamienicy mieścił się areszt miejski.
W kilka lat później magistrat wynajął na potrzeby biur mieszkania w kamienicy przy ul. 3 Maja, na rogu z ulicą Piekarską. Tam też przeniesiono biura, zaś na areszt wynajęto opuszczony browar przy ul. Piwnej nad rzeką Zgłowiączką. Browar ten dziś nie istnieje.
Pomieszczenia przy ul. 3 Maja okazały się być niewystarczające na potrzeby magistratu, dlatego wkrótce biura przeniesiono do najmowanego parteru gmachu ówczesnego starostwa przy ul. 3 Maja 17 (obecnie jest to siedziba rektoratu Państwowej Wyższej Szkoły Zawodowej we Włocławku). Również i ten lokal okazał się rychło zbyt ciasny.
Dopiero w 1898 roku magistrat zakupił dla siebie własną siedzibę, pierwszą od 27 lat. Była to kamienica przy ul. Kościuszki 12 (wówczas była to ulica Żelazna), odkupiona od przedsiębiorcy Cohna.

## Spuścizna i upamiętnienie

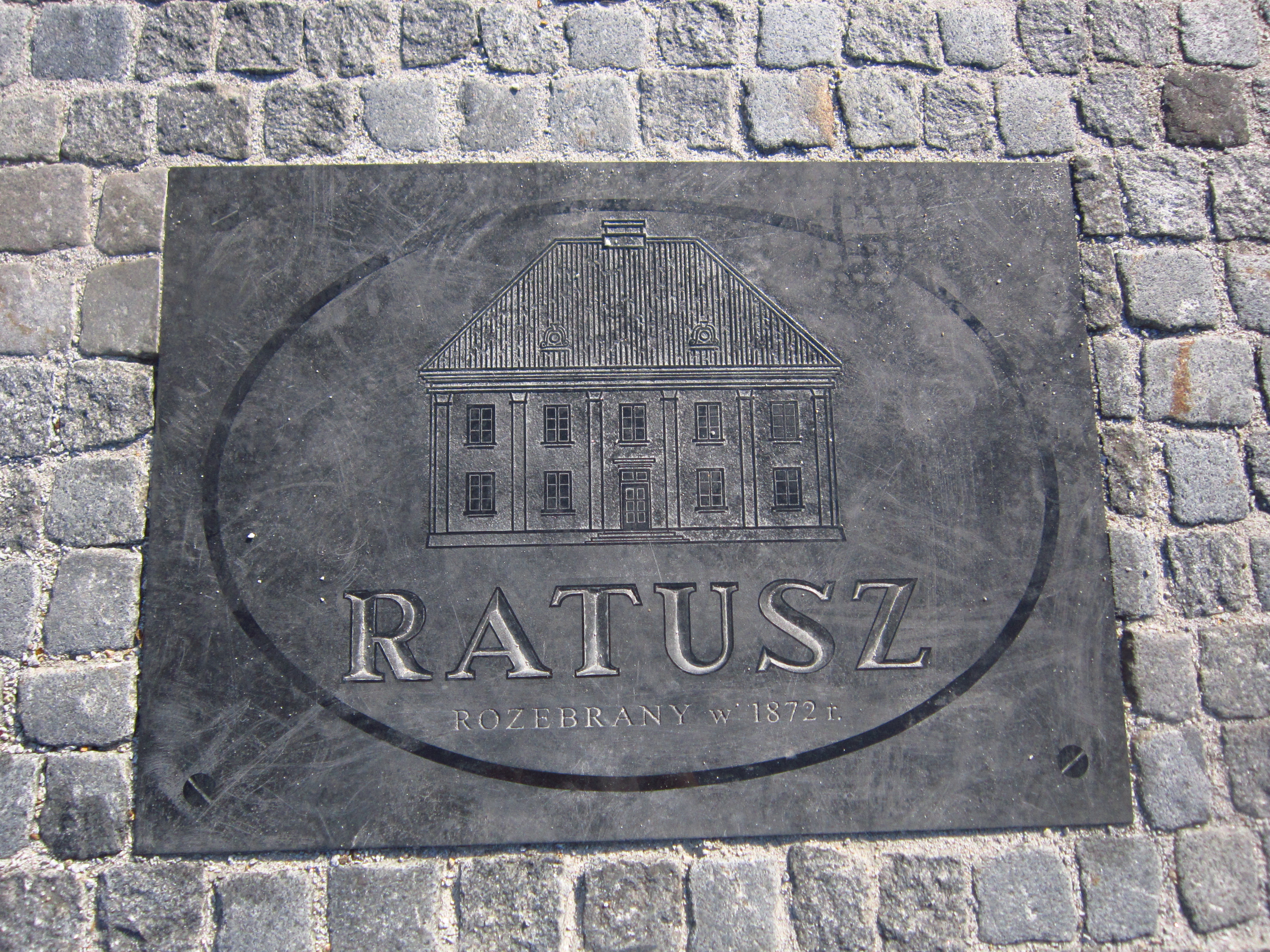
Tablica upamiętniająca dawny ratusz w bruku Starego Rynku

Jedyną zachowaną fotografię ratusza przechowywał Stanisław Noakowski, który pod koniec życia przekazał ją Muzeum Ziemi Kujawskiej i Dobrzyńskiej we Włocławku.
W zbiorach Muzeum Ziemi Kujawskiej i Dobrzyńskiej znajduje się dzwon oraz rzeźba orła białego z 1807 roku, pochodzące z dawnego ratusza.
W 2013 roku, w ramach przebudowy Starego Rynku, wmurowano w bruk tablicę w miejscu, gdzie dawniej stały ratusz.